# 테오도어호이스플라츠역
테오도어호이스플라츠역(U-Bahnhof Theodor-Heuss-Platz)은 베를린 샤를로텐부르크빌머스도르프구 베스트엔트에 있는 U2의 역이다. 1908년 3월 29일 라이히스칸츨러플라츠역(Reichskanzlerplatz)으로 개업했다.

## 역사
20세기 초 당시 독립시였던 샤를로텐부르크에서 미개발지였던 서부 개발을 추진했다. 이 지역은 향후 베스트엔트가 되었다. 동쪽의 베를린에서 도시철도가 건설 중이었고, 샤를로텐부르크의 크니역(현재의 에른스트로이터플라츠역)까지 건설 중이었기 때문에 미개발 지구에 지하철을 설치하려고 했다. 호흐반게젤샤프트와 샤를로텐부르크는 1906년 6월 21일 건설 협약을 맺었고, 적자가 예상되었던 구간에서는 최대 1931년까지 샤를로텐부르크에서 보조금을 지급하기로 했다. 이 연장 구간은 조피샤를로테플라츠역, 카이저담역 및 라이히스칸츨러플라츠역으로 구성되어 있다. 건설 중이었던 빌헬름플라츠(현재의 리하르트바그너플라츠역) 방면 노선 때문에 비스마르크슈트라세역(현재의 도이체 오퍼역) 건설이 추가되었다.
라이히스칸츨러플라츠역에는 114.4 m 상대식 승강장이 설치되었고, 지하에서 별도의 통로로 연결되지 않아서 반대 방향으로 이동하려면 지상으로 올라와야 했다. 출입구는 광장의 북동쪽에 설치되어 있었다. 역사 설계는 알프레드 그레난데르가 담당했으며, 다색 세라믹 타일을 사용했다. 팡코 방면 승강장에는 당시 카디넨(Cadinen, 현재 폴란드 카디니(Kadyny))의 왕립 마욜리카 제작소에서 제작한 작품을 설치했다. 역 서쪽으로는 인상선 2선이 설치되어 있다.
1908년 3월 29일 비스마르크슈트라세-라이히스칸츨러플라츠 구간이 개통되었다. 개통 2주 전인 3월 14일 빌헬름 2세가 이 구간을 탑승했다(Kaiserfahrt). 초기에는 여기에서 비스마르크슈트라세역까지만 열차가 운행했다. 1913년 도이체스 슈타디온 건설에 따라서 올림피아슈타디온역이 영업을 시작했고 1929년에는 룰레벤역까지 연장되었다.
1933년의 마흐트에어그라이풍 이후로 이 역과 지상의 광장 이름이 아돌프히틀러플라츠(Adolf-Hitler-Platz)로 개명되었다. 세계수도 게르마니아 계획에서 이 역은 완전히 재건축될 예정이었다. 광장 남쪽에 4선 규모의 역을 신축하여 서쪽으로 대학 도시를 지나 피헬스도르프/가토 방면으로 가는 추가 지하철 노선이 건설될 예정이었다. 1939년 제2차 세계 대전 발발 이후 이 계획은 실현되지 않았다.
제2차 세계 대전 당시 이 역은 연합군에 의한 베를린 폭격 피해를 입지 않았다. 1945년 5월 17일 크니-룰레벤 단선 셔틀 운행이 시작되었으며, 동시에 건설 당시의 역명이었던 라이히스칸츨러플라츠역으로 개칭되었다. 1946년 9월 15일 팡코-룰레벤 전 구간 운행이 복구되었다. 테오도어 호이스 대통령 사망 6일 후 그를 기리기 위해서 지상의 광장 이름이 개명되었으며, 1963년 12월 18일 지하철역 이름도 개칭되었다. 베를린 750주년 기념 행사에 맞추어 역 개보수공사가 진행되었으며, 이 시기에 역사 벽면을 회색 타일로 개수했다.
서베를린 시기에 계획되었던 U1 서부 연장에서는 울란트슈트라세역에서 헤어슈트라세(Heerstraße)를 따라 이 역까지 연장하고 최종전으로 슈판다우까지 진행하는 안이 있었다. 이 계획에 따라서 테오도어호이스플라츠역까지의 부지가 도시철도 건설로 예약되어 있었고 일부 도로에는 역사 및 터널 선시공부가 건설되었다.
2000년 7월 8일 도이체 오퍼역 화재 사건 이후 BVG에서는 모든 역에 두 번째 출입구를 건설하기로 결정했다. 2006년 5월 15일 테오도어호이스플라츠역의 룰레벤 방면 승강장에서 지상으로 올라오는 두 번째 출입구가 개통되었다. 이와 동시에 엘리베이터가 설치되었다. 팡코 방면 승강장에는 2007년 7월 27일 두 번째 출입구가 개통되었다. 이 단계까지의 소요 비용은 65만 유로였다. 팡코 방면 승강장 엘리베이터는 2010년 6월 24일에 영업을 시작했다. 이를 통해서 모든 방면으로의 동선이 확보되었다.

## 인접 철도역
베를린 버스 M49, X34, X49, 143, 218, 349번과 환승할 수 있다.
| 베를린 지하철 2호선        | 베를린 지하철 2호선 | 베를린 지하철 2호선 |
| -------------------------- | ------------------- | ------------------- |
| 노이베스트엔트 룰레벤 방면 | U2                  | 카이저담 팡코 방면  |